# Zopetspitze
Zopetspitze är ett berg i Österrike. Det ligger i distriktet Lienz och förbundslandet Tyrolen, i den centrala delen av landet. Toppen på Zopetspitze är 3 198 meter över havet.
Den högsta punkten i närheten är Großvenediger, 3 662 meter över havet, 5,9 km norr om Zopetspitze, som dok inte ligger på samma bergskam.
Trakten runt Zopetspitze består i huvudsak av alpin tundra och kala bergstoppar.